# Aalbeke
Aalbeke is een dorp in de Belgische provincie West-Vlaanderen en sinds 1977 een deelgemeente van Kortrijk. Aalbeke heeft postcode 8511 en heeft een oppervlakte van 717 hectare. Een inwoner van Aalbeke wordt een Aalbekenaar genoemd.
Aalbeke is gelegen op 6 kilometer ten zuidwesten van Kortrijk en wordt omgeven door Rollegem, Moeskroen, Lauwe en Marke. Nabij het dorp ligt het Knooppunt Aalbeke van de Europese wegen E17 en E403.
Op het grondgebied van Aalbeke liggen enkele gehuchten en wijken, zoals de Sterhoek en Talpenhoek (of Tolpenhoek) in het zuiden en Preshoek in het noorden. Het gehucht Kapelhoek verdween in de jaren 80 bij de aanleg van het knooppunt Aalbeke.

## Geschiedenis
De oudste vermelding van Aalbeke dateert uit 1136 als Albecca. In 1211 was er voor het eerst sprake van een parochie. Het grondgebied was verdeeld over diverse heerlijkheden. De heerlijkheid Aalbeke fungeerde als dorpsheerlijkheid. Aalbeke maakte deel uit van de Roede van de XIII Parochies (met Kortrijk-Buiten, Marke, Rollegem, Bellegem, Kooigem, Lauwe, Rekkem, Moeskroen, Herzeeuw, Luingne, Dottenijs en Spiere), een van de vijf Roedes van de kasselrij Kortrijk.
Omstreeks 1525 kwam de heerlijkheid in handen van Antoon de la Barre, die ook heer van Moeskroen was. Tot aan de Franse Revolutie waren de heren van Moeskroen ook heer van Aalbeke, het betrof verschillende families.
Niet alleen de godsdiensttwisten (2e helft 16e eeuw), maar ook diverse krijgsverrichtingen in de 17e eeuw, eisten hun tol, met name de Negenjarige Oorlog (1688-1697).
Omstreeks 1850 begon de industrialisatie. In 1842 werd de spoorlijn Kortrijk-Moeskroen aangelegd en in 1857 kreeg Aalbeke een station. De meeste inwoners van Aalbeke verrichtten huisarbeid. In 1907-1908 kwam de eerste fabriek, namelijk dakpannenfabriek De Sterreberg. In 1912 werkten hier ongeveer 150 mensen. In 1929 kwam de tapijtweverij Louis De Poortere in bedrijf.
De aanleg van de snelweg E17 in 1968, en van de E403 en het bijbehorende Knooppunt Aalbeke' in 1977, vormden zware ingrepen. In het door de snelwegen afgesneden gehucht Preshoek werd het Preshoekbos aangelegd.

## Bezienswaardigheden
- Het Kasteel Allart
- Het Wit Kasteel
- De Hoogmolen, een beschermde houten windmolen uit 1717.
- De Sint-Corneliuskerk uit 1805 en uitgebreid in 1825 en 1834. De Heilige Cornelius wordt aangeroepen als beschermer van mens en dier (vallende ziekte, stuipen, verlamming, jicht, zenuwkwalen en kinderziekten). De hoorn (corne) zou de reden zijn waarom de heilige aangeroepen wordt tegen de ziekten onder het hoornvee. De devotie werd in Aalbeke onderstreept door als bedevaarder driemaal rond de kerk te lopen en door gezegende Corneliuskoeken mee naar huis te nemen voor mens en dier. Het aantal bedevaarders in Aalbeke wordt jaarlijks op meer dan duizend geschat. Jaarlijks schrijven zich nog velen in voor de broederschap van de Heilige Cornelius.
- De Sjouwer, een monument ter ere van de seizoenarbeiders die in de 20ste eeuw in Noord-Frankrijk gingen werken.

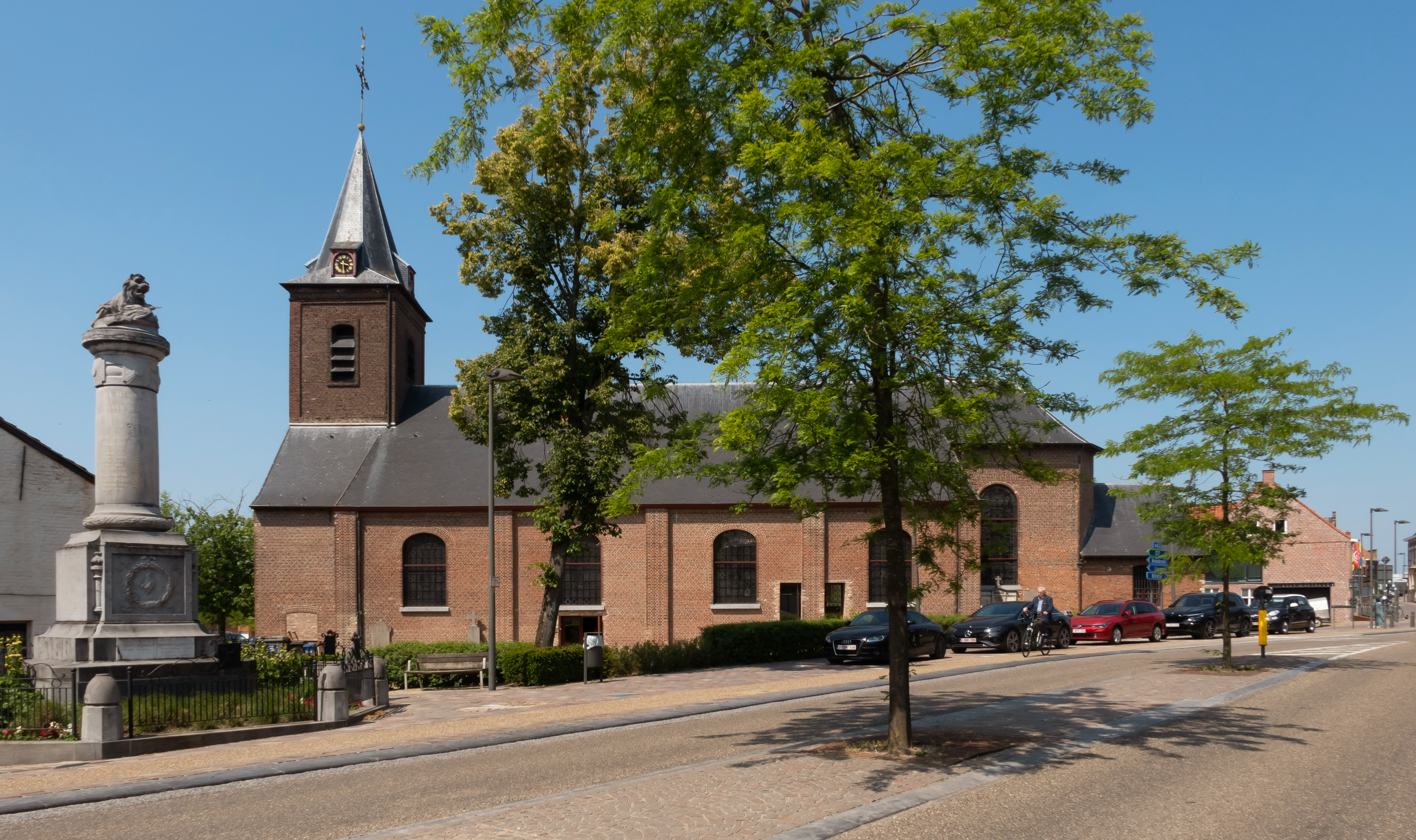
Sint-Corneliuskerk

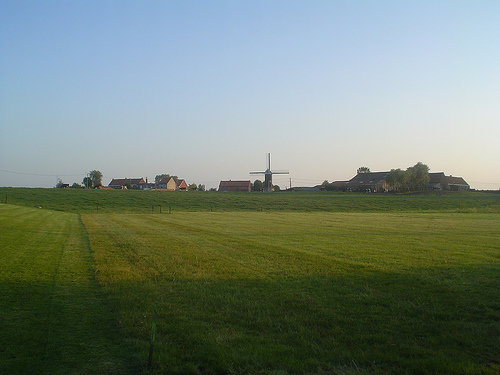
Molen

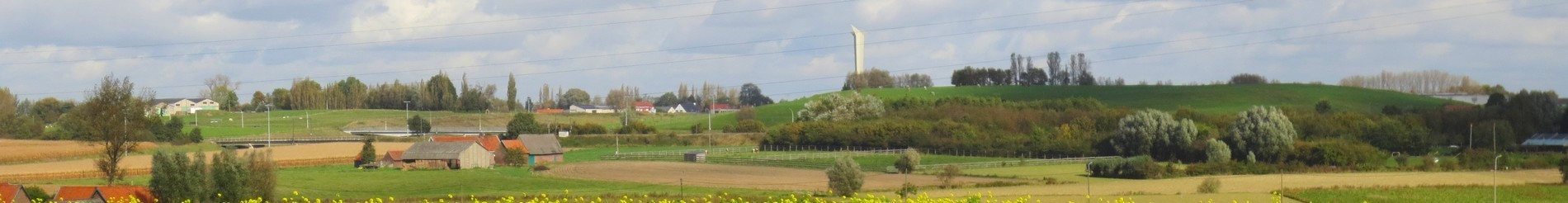
Panorama van Aalbeke

## Natuur en landschap
Aalbeke ligt in Zandlemig Vlaanderen met de dorpskom op 40 meter hoogte en het hoogste punt op 55 meter. Dit leidt tot ruime vergezichten op de vallei van de Leie en Schelde.

## Demografische ontwikkeling
- Bronnen:NIS, Opm:1831 tot en met 1970=volkstellingen; 1976 = inwoneraantal op 31 december

## Aalbeekse burgemeesters
- Jacob van de Kerckhove (1679 - 1699)
- Willem de Schynckele (1699 - 1706)
- Joost Cannaert (1706 - 1717)
- Cornelius van den Bulcke (1717 - 1734)
- Noël de Praetere (1734 - 1740)
- Jan Lesaege (1748 - 1755)
- Pieter Cannaert (1755 - 1761)
- Jan van den Bulcke (1761 - 1763)
- Jan-Baptist de Kimpe (1763 - 1775)
- Pieter Cannaert (1775 - 1789)
- Antoon-Frans Lienaert (1789 - 1792)
- Jan de Kimpe (1792 - 1798)
- Pieter Lerouge (1798 - 1808)
- Jan-Baptist Cannaert (1808 - 1815)
- Jan-Jacob Cottignies (1815 - 1829)
- Joseph-Bernard Berton (1829 - 1842)
- Honoré Dufaux (1843 - 1852)
- Pieter-Jan Margo (1852 - 1857)
- Victor Pycke (1858 - 1868)
- Jean-Louis Mullier (1868 - 1895)
- Henri Bonte (1896 - 1931)
- Henri Castel (1931 - 1932)
- Edward Torreele (1933 - 1939)
- Alphons Ovaere (1942 - 1944)
- René Bonte (1944 - 1946)
- Georges Gheysen (1946)
- René Vanhoenackere (1947 - 1964)
- Georges Neirynck (1965 - 1976)

### Aalbeekse schepenen Stad Kortrijk
- Norbert Ravau (1983-1995)
- Frans Destoop (2001-2007)
- Filip Santy (2010-2013)

## Aalbeekse pastoors
- Jean Sey (1455- ?)
- Bernard Van Dale (1546- ?)
- Julius De Haze (1560- ?)
- Joris Stevens (1590- ?)
- Joost Salys (1603- ?)
- Joost Van der Beke (1607-1609?)
- Theofiel Landmetere (1609-1610)
- Andries Moulleron (1611- ?)
- Antoon Bauwens (1618-1625)
- Nicolaas Houwen (1625-1628)
- Jan Seghers (1628-1658?)
- Joris Fierasyn (1658-1669)
- Frans Van den Broucke (1669-1701)
- Joost Reynhout (1701-1731)
- Frans-Jozef Schouteten (1732-1762)
- Laurens Verduyn (1762-1770)
- Pieter Jacob Pardoen (1770-1783)
- Jan Baptist Perin (1783-1799)
- Matthijs Van Dries (1803-1828)
- Jozef Slosse (1828-1833)
- Frans Verheust (1833-1841)
- Pieter De Vos (1841-1851)
- Edward De Myttenaere (1851-1867)
- Constantijn Gravet (1867-1897)
- Hendrik Van Damme (1897-1911)
- Albert D'Heygere (1911-1935)
- Achiel Van Walleghem (1935-1948)
- Henri Verammen (1948-1962)
- Albert Deprince (1962-1970)
- Frans Lambelin (1970-1985)
- Hubert Sergeant (1985-2000)
- Marc Frenay (2000-2006)
- Michel Roggeman, moderator Federatie Kortrijk-Zuid (2006-2017)
- Marc Dhondt, pastoor Pastorale Eenheid H. Edith Stein (2017- )

## Aalbeekse Verdienste
Om de twee jaar verkiest de verenigingsraad ARKO (Aalbeekse Raad voor Kultuur en Ontspanning) een 'Aalbeekse Verdienste'.
- 1994: Restaurant Saint-Cornil en uitbater Georges Duthoit
- 1995: André Verleye
- 1996: Firmin Cornelus
- 1998: Louis Corne
- 2000: Koninklijke Harmonie Eendracht
- 2002: Leon Dekeyzer
- 2004: Annie Vermeulen
- 2006: Arsène Santy
- 2008: Redactie dorpskrant 't Aaltje
- 2010: Norbert Bulcaen (postuum)
- 2012: Frans Destoop
- 2014: André Tomme
- 2016: Jozef Messiaen
- 2018: Georgette Rigole
- 2020: niet uitgereikt wegens pandemie
- 2022: Filip Santy
- 2024: Jean-Luc Vermeulen

## Erkende verenigingen

### Jeugd
- Avanco Adventure and Events
- Chiro
- Jeugdharmonie Jong Eendracht

### Socio-culturele
- Aalbeke Feest
- 11.11.11 Aalbeke
- Beweging.net
- Davidsfonds
- De Planktrekkers
- Femma
- Ferm
- Gemengd Koor (stopgezet 2021)
- Gezinsbond
- Koninklijke Harmonie Eendracht
- Landelijke Gilde
- Markant
- OKRA
- Ouderraad 't Biekorfje
- S-Plus
- Samana
- Vereniging Aalbeekse Liefhebbers-Kunstenaars (VALK)

### Sport
- Voetbalclub KFC Aalbeke Sport is aangesloten bij de Belgische Voetbalbond. De club speelt al heel zijn geschiedenis in de provinciale reeksen.

## Nabijgelegen kernen
Moeskroen, Rollegem, Marke, Lauwe